# 生死搏击
《生死搏击》是英国独立单元剧《黑镜》第5季第1集，由查理·布鲁克编剧，欧文·哈里斯执导。影片随第5季其他两集于2019年6月5日上线Netflix。
该集讲述好朋友丹尼·帕克（安东尼·麦凯 饰）和卡尔·霍顿在在虚拟现实格斗游戏中相迎，在线上发生性关系，影响丹尼在现实生活中与妻子泰奥（妮可·贝哈里 饰）的婚姻关系。本集角色均由黑人演员扮演，在巴西取景。剧情原型是两位不知道彼此身份的同事在虚拟现实艳遇。
剧评人认为该集的主题是性与性别的流动性、婚外情、爱情与友情，部分人怀疑丹尼和卡尔是不是同性恋，他们的关系算不算艳遇。至于影片是否利用有趣的手法探讨这些主题，剧评人的看法不一，部分人认为该集类似于第3季的《圣朱尼佩洛》，那一集也讲一对酷儿在虚拟世界的恋爱。演员及导演大体上受到称赞，但部分影评人认为影片缺乏角色塑造。

## 剧情
27岁的丹尼·帕克（安东尼·麦凯 饰）与女友泰奥（妮可·贝哈里 饰）一起去酒吧，但形同陌路人。回家做完爱，丹尼玩起格斗游戏《生死搏击》（Striking Vipers），开得很大声。线上的好友卡尔·霍顿（葉海亞·阿巴杜-馬汀二世 饰）和他分别选了各自喜好的角色兰斯（Lance）和罗克赛特（Roxette）。泰奥此时被吵醒。
11年后，丹尼和泰奥在家里举行烧烤派对，此时丹尼已经结婚，还有一个5岁的孩子。另一边厢，卡尔也正在和年轻女子玛丽拉（Mariella）恋爱，没在和丹尼联络。派对上，卡尔送给丹尼一份生日礼物，是《生死搏击》系列最新作《生死搏击10》（Striking Vipers X），以及用来玩这款游戏的虚拟现实设备。那天晚上，两人回到各自的家来玩这款游戏。戴上虚拟现实设备的两人在现实中一动不动，完全沉浸在兰斯和罗克赛特的全部感受中。经历一个回合的格斗，两人体会到货真价实的痛苦，累得靠着彼此瘫倒在地。突然，卡尔亲了丹尼一口，丹尼怔住几秒，将对方推开，随后离开了游戏。
接下来几个礼拜，丹尼和卡尔利用角色的身体，在游戏中做爱。泰奥发现丹尼正变得沉闷，不想和她做爱，虽然两个人很想要孩子。结婚周年纪念日当天，泰奥质问丹尼是否出轨，丹尼说自己没有，另一边跟卡尔说不能继续玩这个游戏了。
丹尼来年生日突然邀请卡尔一起吃晚饭。卡尔对丹尼说，他跟电脑控制的角色或其他玩家体会不到先前的那种感受。晚上，两个人又进入游戏，轰轰烈烈地做爱。事后，卡尔说了句“我爱你”，丹尼找他在现实生活中见面，两人抱着彼此的肉体热吻，但却体会不到任何感觉。卡尔说应该继续在游戏中见面，但丹尼不同意，结果两人打了起来，被路过的警车看见。泰奥从警察局接走丹尼，丹尼想到打架的原因，生气闷气。
7月14日那天，在达成协议的情况下，丹尼约卡尔一起玩《生死搏击10》，泰奥则摘掉了婚戒，去酒吧和陌生人约会。

## 制作
《黑镜》第四季上线三个月，2018年3月，Netflix续订第五季。原本纳入第五季的互动剧集《黑镜：潘达斯奈基》后来扩大成为独立电影，从第五季分离出来，2018年12月28日首播。有别于包含六集的第三季，本集只有三集，创剧人查理·布鲁克认为只出三集可以在下一季播出前吊足观众的胃口。这三集分别叫《生死搏击》、《碎片》、《瑞秋、洁柯和小艾希莉》，于2019年6月5日在Netflix同步上线。由于《黑镜》采用独立单元剧体裁，各剧集之间没有联系，观众可以乱序观看每一集。《生死搏击》在《潘达斯奈基》之前拍摄。

### 构思与编剧
本集由布鲁克与执行制片人安娜贝尔·琼斯联袂编剧。最初设想是一位办公室合伙人在虚拟现实模拟游戏中进行团建，为表演音乐剧《油脂》做准备。活动中，每位员工的身份都不向外界透露。这个想法是为两名员工在模拟游戏中外遇而构思的。剧情随时间推移不断变更，另一个灵感来源随之出现：布鲁克回想起1990年代与室友一起玩格斗游戏《铁拳》的经历，好像有“同性性欲”之类的有趣事情在萌发，“十分狂野”。许多格斗游戏在《生死搏击》编剧阶段被用做参考，其中一款便是《生死格斗》系列，这款作品将游戏角色设计得挑起玩家性欲。
色情作品是编剧讨论的一大主题。琼斯表示这一集探讨“色情作品什么时候不再是有益的干扰，而成了实打实的外遇体验”这个问题。剧名“生死搏击”由布鲁克选定，暗指蛇和性意象，听起来有点像游戏作品的名称。布鲁克在编剧阶段给本集取了“曼朱尼佩罗”这个绰号，与第三季的《圣朱尼皮罗》相呼应。布鲁克对是否将丹尼和卡尔的关系确切描绘成同性恋感到矛盾，表示故事也提到了男人的友谊及男人之间沟通的障碍。琼斯指出，丹尼的角色在游戏中会获得年轻的体格，体现更为广泛的衰老主题，“在陪你长大的主要事物不在身边的情况下，找寻自己的身份”。
至于丹尼和卡尔在现实生活中亲吻，布鲁克认为两个角色的这个吻诉说缺乏兴奋感的真相，与在虚拟现实游戏中的吻不一样。琼斯说这个吻让丹尼释怀，证明他或许可以维持婚姻稳定，但卡尔担心这个吻影响到他们在虚拟世界中的关系。编剧最后安排泰奥、丹尼和卡尔一年见一次面。布鲁克和琼斯认为结局现实性和浪漫兼具。琼斯认为泰奥需要“感受到兴奋和被爱”，丹尼需要“逃避现实、实现愿望”，卡尔“非常孤独”，但这样安排“足以维持他的生活”。布鲁克的看法类似，认为卡尔的状况“最为凄凉”，丹尼和泰奥的婚姻关系在这种安排下“得到实际的加强”，尤其是两人开始从所未有地谈论“他们的幻想和需求”。他认为结局模棱两可，而非毫无保留的快乐。

### 选角与拍摄

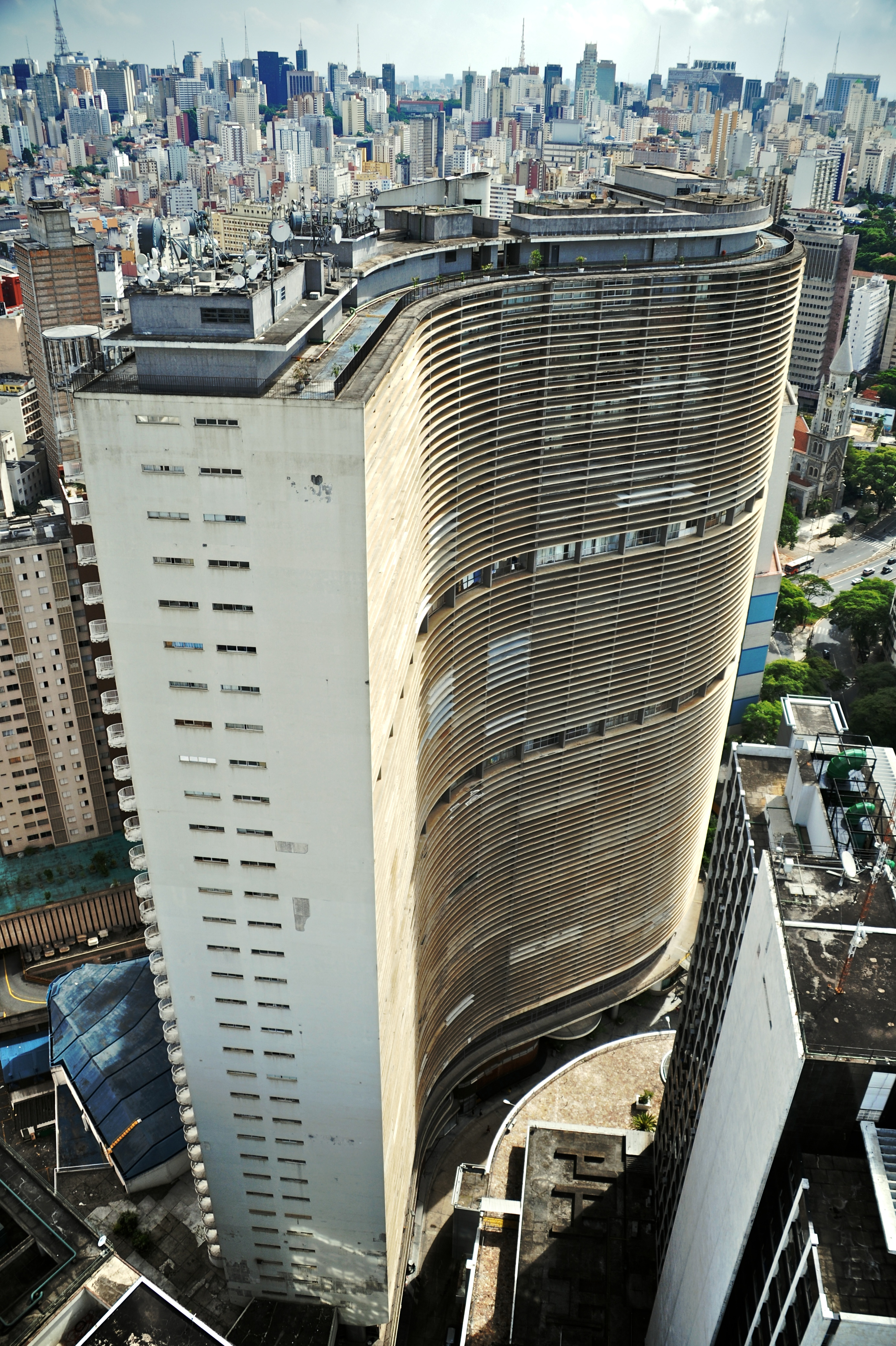
The final shot, in which Lance and Roxette meet on top of a skyscraper, was filmed near the Edifício Copan, one of about 20 São Paulo, Brazil, locations used in the episode.

《生死搏击》是欧文·哈里斯第三次执导《黑镜》剧集，前两次是第二季的《马上回来》和第三季的《圣朱尼皮罗》。本集的三位主角都是黑人，其中安东尼·麦凯扮演丹尼，叶海亚·阿巴杜-马汀二世扮演卡尔，妮可·贝哈里扮演泰奥。贝哈里参演前就是本剧的头号粉丝。在《生死搏击X》中，丹尼选用的兰斯由林路迪扮演，卡尔选用的罗克赛特由庞·克莱门捷夫（Pom Klementieff）扮演。巧合的是，这四位演员都曾在漫改电影中担纲主角，麦凯扮演猎鹰，克莱门捷夫扮演螳螂女，阿巴杜-马汀扮演黑蝠鲼，林路迪在《金刚战士》中扮演黑色游侠。剧本原本按要求设置在英格兰郊区，后改为美国。剧集于2018年3月18日至4月18日在巴西圣保罗拍摄。制作公司选取19处取景地，动用150名工作人员。末尾《生死搏击X》摩天大楼楼顶场景在科潘大厦附近取景，用电脑成像包装成废弃的希尔顿酒店。